# Portrait in Jazz
Portrait in Jazz é um álbum de estúdio do pianista de jazz estadunidense Bill Evans, lançado em 1960. Oito meses após sua colaboração de sucesso com Miles Davis no álbum Kind of Blue, Evans gravou Portrait in Jazz com um novo grupo (the Bill Evans Trio), grupo esse que auxiliou as mudanças de direção no jazz que ocorriam naquele tempo. Numa resenha do Allmusic, foi dito que o disco e "... suas influentes interpretações estavam longe do rotineiro e previsível ao seu tempo (...) Uma preciosidade".

## Alinhamento de faixas
1. "Come Rain or Come Shine" (Harold Arlen, Johnny Mercer) – 3:24
2. "Autumn Leaves" (Joseph Kosma, Jacques Prévert, Mercer  – 6:00
3. "Witchcraft" (Cy Coleman, Carolyn Leigh) – 4:37
4. "When I Fall in Love" (Victor Young, Edward Heyman) – 4:57
5. "Peri's Scope" (Bill Evans) – 3:15
6. "What Is This Thing Called Love?" (Cole Porter) – 4:36
7. "Spring Is Here" (Richard Rodgers, Lorenz Hart) – 5:09
8. "Someday My Prince Will Come" (Frank Churchill, Larry Morey) – 4:57
9. "Blue in Green" (Miles Davis, Evans) – 5:25

Faixas bônus do relançamento em CD:
1. "Come Rain or Come Shine" [Take 4] - 3:23
2. "Autumn Leaves" [Take 9, mono] - 5:25
3. "Blue in Green" [Take 1] – 4:39
4. "Blue in Green" [Take 2] – 4:26